# Suffield (North Yorkshire)
Suffield – wieś w Anglii, w hrabstwie North Yorkshire, w dystrykcie (unitary authority) North Yorkshire. Leży 55 km na północny wschód od miasta York i 311 km na północ od Londynu.